# Sinomach
Sinomach est une entreprise publique chinoise, présente dans la construction de machines-outils et de matériels industriels, de constructions et agricoles, et basée à Pékin.

## Histoire

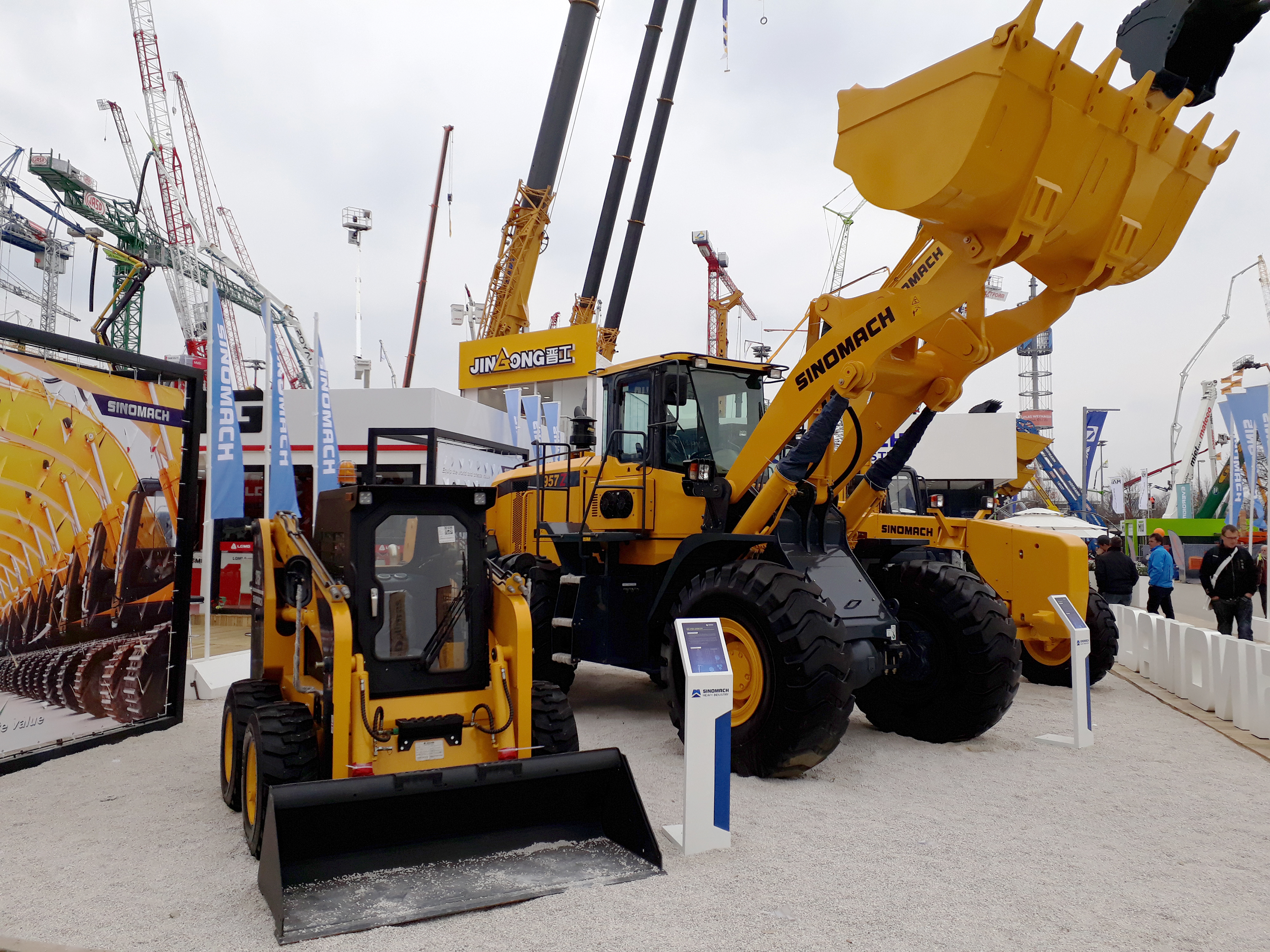
Chargeuse sur pneus du fabricant de SINOMACH, exposée à la BAUMA 2019.

En mars 2011, Sinomach, via sa filiale spécialisée dans le matériel agricole YTO Groupe, acquiert pour 8 millions de dollars l'entreprise française McCormick, spécialisée dans les boîtes d'embrayages pour véhicules agricoles, en liquidation judiciaire.
Depuis la société développe de nouveaux produits sur le site français de Saint-Dizier.